# A fehér gárda
A fehér gárda (oroszul: Белая гвардия, alcíme: Дни Турбиных, A Turbin család napjai) Mihail Afanaszjevics Bulgakov orosz író regénye, melyet – részben saját élményei alapján – 1923 és 1924 között írt. A mű részletekben és erősen cenzúrázva jelenhetett meg.
Színpadi változata (Turbinék napjai) ellen a szovjet művészeti élet élénken tiltakozott, ám ennek ellenére a közönség körében népszerű volt. És ez volt Sztálin kedvenc színdarabja – mintegy 20 alkalommal tekintette meg. 1929-es betiltása után pedig az ő kezdeményezésére mutatták be ismét 1932-ben.
A Szovjetunióban először 1925-ben jelentek meg belőle részletek egy moszkvai folyóiratban (Rosszija). Első teljes kiadására Párizsban került sor 1927-ben és 1929-ben, két kötetben. Első teljes oroszországi kiadására az író halála után negyed évszázaddal kellett várni, válogatott műveinek 1966-os kiadásában. A regényt Bulgakov özvegye rendezte sajtó alá.

## Cselekmény
|  | Alább a cselekmény részletei következnek! |

A cselekmény az 1918-as esztendő telén játszódik, az író szülővárosában, Kijevben (bár nem nevezi meg nyíltan, a helyszínek és a történet miatt egyértelmű, hogy az ukrán fővárosról van szó). A hátteret a rövid életű független Ukrajna „uralkodója”, a hetman, a „törzsi bitangok” élén a Város ellen vonuló Petljura és a bolsevikok küzdelmei adják. Ezen történelmi események közepette próbálja a Turbin család egyre nehezebbé váló, polgári, értelmiségi és természetesen „fehér” életét fenntartani. A mű főszereplői: Alekszej Turbin, a katonaorvos, öccse, a „junker” (tisztiiskolás) Nyikolka és Jelena Turbin, akit karrierista férje elhagyott.
A Városban mindenki aggódva várja a fejleményeket, és Petljura hadseregétől retteg. Bemutatásra kerülnek a „fehér gárda” tagjai: katonatisztek, fiatal junkerek, Turbinék barátai. Maga Bulgakov rokonszenvezik hőseivel, de nem elsősorban fehér, ellenforradalmi mivoltuk, hanem intellektualizmusuk, becsületességük miatt. Ebből a regényből szinte teljesen hiányzik az író más műveiben karakteres groteszk elem, viszont szatirikus leírásokban, kiszólásokban bővelkedik.
|  | Itt a vége a cselekmény részletezésének! |

## Magyar kiadások
- A fehér gárda / Színházi regény; ford. Grigássy Éva, Szőllősy Klára, utószó E. Fehér Pál; Európa, Bp., 1968
  - Európa Könyvkiadó, Budapest, 1983, 276 oldal, fordította: Grigássy Éva, ISBN 9630732173
  - Európa Könyvkiadó, Budapest, 2007, 380 oldal, fordította: Grigássy Éva, ISBN 9789630782333
- A fehér gárda; ford. Grigássy Éva, utószó Szász János; Európa, Bp., 1983 (A világirodalom remekei)
- A fehér gárda; ford. Grigássy Éva, jegyz., utószó Szőke Katalin; Európa, Bp., 2007